# Платформер
Платфо́рмер (англ. platformer, platform game) — жанр компьютерных игр, в которых основу игрового процесса составляют прыжки по платформам, лазанье по лестницам, сбор предметов, необходимых для победы над врагами или завершения уровня.
Многие игры подобного жанра характеризуются нереалистичностью, рисованной мультяшной графикой. Персонажами таких игр часто бывают вымышленные существа (к примеру, драконы, гоблины) или антропоморфные животные.
Платформеры появились в начале 1980-х и стали трёхмерными ближе к концу 1990-х. Через некоторое время после образования жанра у него появилось данное название, отражающее тот факт, что в платформерах геймплей сфокусирован на прыжках по платформам в противовес стрельбе. Правда, во многих платформерах присутствует стрелковое оружие, в таких, например, как Blackthorne или Castlevania. Последняя послужила основой поджанра метроидвания.

## Описание
Некоторые предметы, называемые пауэр-апами (англ. power-up), наделяют управляемого игроком персонажа особой силой, которая обычно иссякает со временем (к примеру: силовое поле, ускорение, увеличение высоты прыжков). Коллекционные предметы, оружие и «пауэр-ап» собираются обычно простым прикосновением персонажа и для применения не требуют специальных действий со стороны игрока. Реже предметы собираются в «инвентарь» героя и применяются специальной командой (такое поведение более характерно для аркадных головоломок). Сходный жанр компьютерных игр сайд-скроллер.
Противники, всегда многочисленные и разнородные, обладают примитивным искусственным интеллектом, стремясь максимально приблизиться к игроку, либо не обладают им вовсе, перемещаясь по круговой дистанции или совершая повторяющиеся действия. Соприкосновение с противником обычно отнимает жизненные силы у героя или вовсе убивает его. Иногда противник может быть нейтрализован либо прыжком ему на голову, либо из оружия, если им обладает герой. Смерть живых существ обычно изображается упрощённо или символически (существо исчезает или проваливается вниз за пределы экрана).
Уровни, как правило, изобилуют секретами (скрытые проходы в стенах, высокие или труднодоступные места), нахождение которых существенно облегчает прохождение и подогревает интерес игрока.

## История жанра

### Эра двумерной графики

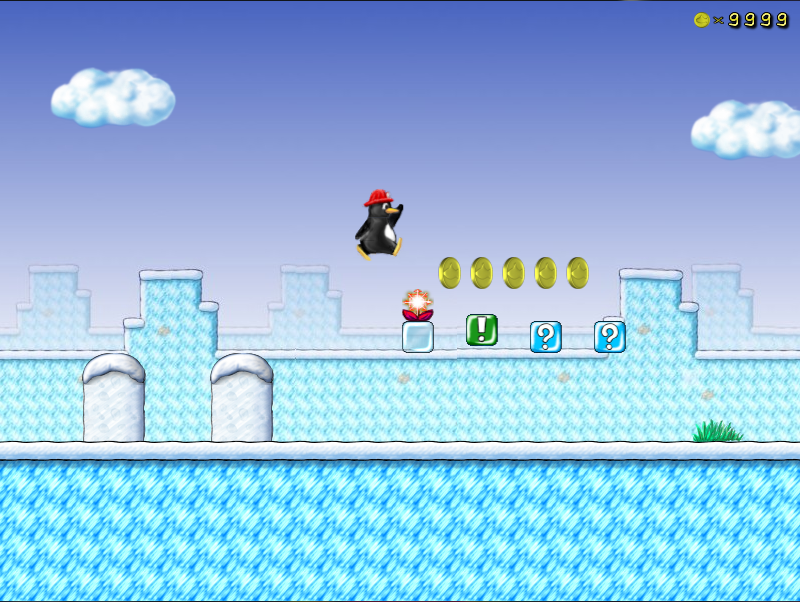
SuperTux — платформер с двумерной графикой

Платформеры появились в начале 1980-х, когда игровые консоли не были достаточно мощными, чтобы отображать трёхмерную графику или видео. Они были ограничены статическими игровыми мирами, которые помещались на один экран, а игровой герой был виден в профиль. Персонаж лазал вверх и вниз по лестницам или прыгал с платформы на платформу, часто сражаясь с противниками и собирая предметы, улучшающие характеристики (так называемые «пауэрапы»). Первыми играми этого типа были Space Panic и Apple Panic. За ними последовала игра Donkey Kong, аркадная игра созданная фирмой «Nintendo» и выпущенная в 1981 году. Вскоре процесс прохождения уровня перестал быть в основном вертикальным и стал горизонтальным с появлением длинных многоэкранных прокручивающихся игровых миров. Считается, что начало этому положила выпущенная фирмой Activision в 1982 году игра Pitfall! для консолей Atari 2600. Manic Miner (1983) и её продолжение Jet Set Willy (1984) были наиболее популярными платформерами на домашних компьютерах.
В 1985 году фирма «Nintendo» выпустила для приставки Nintendo Entertainment System революционный платформер Super Mario Bros. Игра была наполнена большими и сложными уровнями, и стала примером для последующих создателей игр, и даже сегодня многие люди считают её одной из самых лучших видеоигр. Игра имела фантастическую популярность и продавалась огромными тиражами. Для многих людей она стала первым в их жизни платформером, а главный герой Марио стал символом фирмы «Nintendo».
В 1989 году фирма «System 3» выпустила Myth: History in the Making для ZX Spectrum, Amstrad CPC, Commodore 64, Amiga.

### Трёхмерная эра

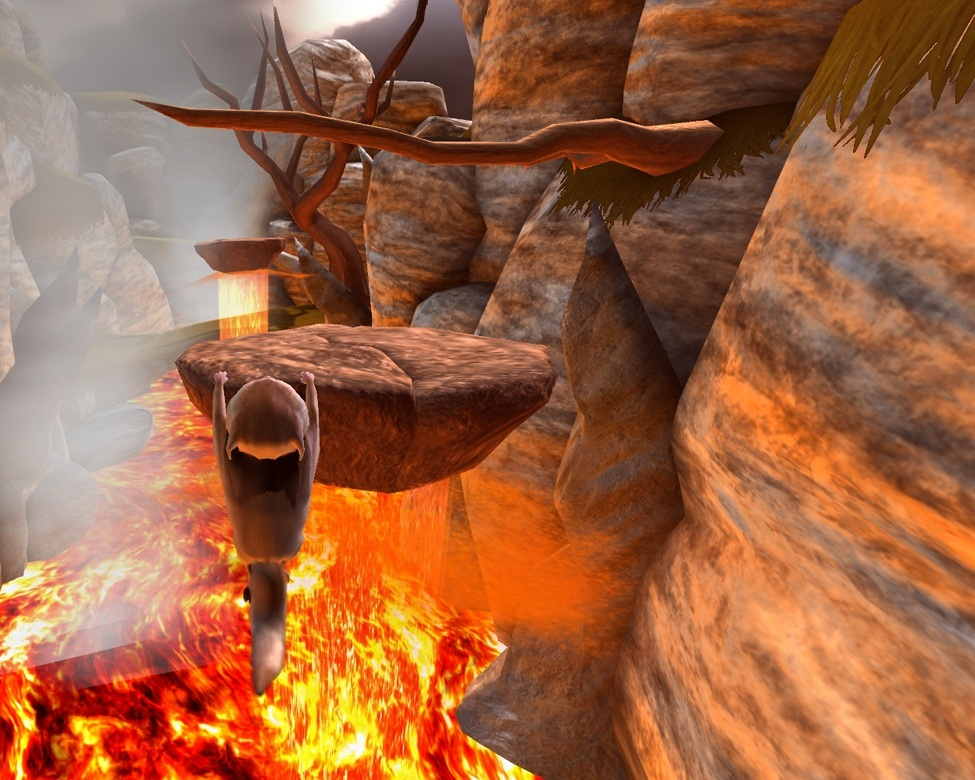
Yo Frankie! — платформер с трёхмерной графикой

Термин «трёхмерный платформер» может обозначать или геймплей, включающий все три измерения, или использование трёхмерных полигонов в реальном времени для отрисовки уровней и героев, или и то и другое. Появление трёхмерных платформеров принесло изменение конечных целей некоторых платформеров. В большинстве двумерных платформеров игроку нужно было достичь на уровне только одной цели, однако во многих трёхмерных платформерах, каждый уровень необходимо прочёсывать, собирая кусочки головоломок (Banjo-Kazooie) или звезды (Super Mario 64). Это дало возможность более эффективного использования больших трёхмерных областей и вознаграждало игрока за тщательное исследование уровня, но некоторые игроки считают собирание бесчисленных безделушек более нудным занятием, чем игровые испытания. Donkey Kong 64 была раскритикована за то, что игроку приходилось часто переключаться между пятью различными игровыми героями, чтобы получить бананы различных цветов и другие предметы. Однако не все трёхмерные платформеры были такими, самым ярким примером является Crash Bandicoot. Эта игра оставалось верной традиции двумерных платформеров и в ней использовались довольно плоские уровни, в конце которых располагалась игровая цель.

### Изометрические игры
Вероятно, изометрические платформеры являются поджанром и дву-, и трёхмерных платформеров. Они отображают трёхмерную сцену с помощью двумерной графики, которая отображает мир с жёстко ориентированной камеры без учёта перспективы. И хотя изометрические платформеры не были первыми изометрическими играми, ранними примерами изометрических платформеров являются игра 1983 года Congo Bongo в мире аркадных автоматов и 3D Ant Attack для ZX Spectrum, перенесённая в следующем году на Commodore 64.

### Четвёртое измерение
Miegakure — ожидаемый четырёхмерный платформер. Разрабатывается в парадигме Инди-игр. Игровой процесс Miegakure в основном подобен обычному трёхмерному платформеру, но по нажатии кнопки одно из измерений меняется местами с её четвёртым измерением, позволяя таким образом перемещение в четвёртом измерении. Игра получила награду Amazing на международном фестивале независимых видеоигр IndieCade в 2010 году.